# Abraham Cooper (Maler)

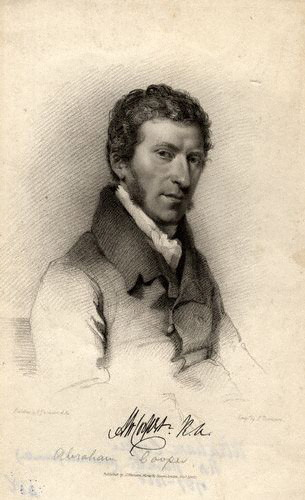
Abraham Cooper (ca. 1827)

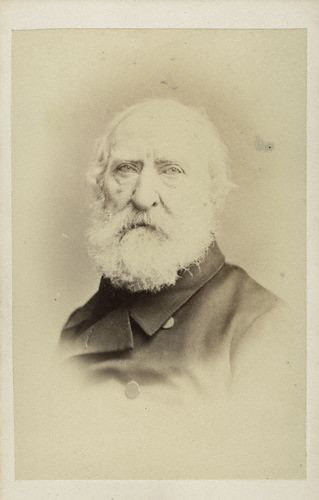
Abraham Cooper (ca. 1860)

Abraham Cooper RA (* 8. September 1787 in London; † 24. Dezember 1868 in Greenwich) war ein britischer Maler, der insbesondere durch die Darstellung von Tieren und Schlachten bekannt geworden ist.

## Leben
Abraham Cooper wurde als Sohn eines Tabakhändlers und Gastwirts in der Red Lion Street, London, geboren. Seine Familie lebte zuerst in Holloway, später zog sie nach Edmonton. Mit 13 Jahren schloss sich Cooper Astley’s Circus an. Dort wurden häufig Hippodramen aufgeführt, was auf Coopers künstlerische Entwicklung Einfluss nahm. Er hatte sich schon frühzeitig für Malerei interessiert und fand im Zirkusgeschehen seine Inspiration.
Mit 22 Jahren wurde er ein Schüler von Benjamin Marshall. Wie dieser malte er zahlreiche Porträts von Rennpferden, die in der Zeitschrift The Sporting Magazine veröffentlicht wurden. Eines der bekanntesten ist das Porträt von Ellis (1836).
1812 stellte Cooper erstmals in der Royal Academy of Arts aus, sieben Jahre später wurde er dort Mitglied (RA). Er arbeitete hauptsächlich mit Ölfarben, mitunter malte er auch Aquarelle. Er signierte die Werke meistens mit seinem Monogramm.
1813 malte Cooper das erste Bild für den Duke of Portland, der zu einem seiner wichtigsten Gönner wurde. 1829 schuf er das sehr erfolgreiche Werk Die Jagdgesellschaft, dessen Motiv er später immer wieder aufgriff. Zu seinen Mäzenen gehörten viele weitere einflussreiche Persönlichkeiten wie Queen Adelaide und Queen Victoria. Coopers Werke verkauften sich bereits zu seinen Lebzeiten sehr gut, so dass er einen angenehmen Lebensstandard aufrechterhalten konnte.
Cooper war mit Mrs. Francis D’Ebro verheiratet. Sie bekamen zwei Söhne: Alexander Davis Cooper (* 1820, später ebenfalls als Maler tätig) und Alfred William Cooper. Außerdem hatte Cooper einen Stiefsohn.
Bekannte Schüler von Cooper waren beispielsweise John Frederick Herring senior, Thomas Woodward und William Barraud, in deren Arbeiten sich sein Einfluss stark widerspiegelt.
Cooper starb am Weihnachtsabend im Woodbine Cottage in Greenwich und wurde in Highgate begraben.